# Приморский бульвар (Севастополь)
Приморский бульвар (укр. Приморський бульвар) — бульвар в Ленинском районе Севастополя в начале проспекта Нахимова, напротив Матросского бульвара, одно из самых популярных у севастопольцев мест отдыха, а также комплекс памятников и достопримечательностей, которые отображают события, происходившие в Севастополе со дня его основания.

## История
Строительство бульвара начато в 1884 году на месте разрушенной французами Николаевской батареи. В 1885 году тут высадили деревья и кустарники, обустроили прогулочные площадки с видом на море. В западной части построили яхт-клуб с читальней и рестораном.
Новый бульвар назвали Приморским, хотя его часто называли Еранцевским садом по имени инженера-гидротехника, бывшего градоначальника Фёдора Николаевича Еранцева, который принимал активное участие в его сооружении. В простонародье бытовало и другое название — «Примбуль».

Бульвар в начале XX века

В 1890-е года на бульваре построили театр. В разное время здесь выступали известные мастера сцены М. С. Щепкин, Ф. И. Шаляпин, В. Ф. Комиссаржевская и другие. В 1900 году был на гастролях Московский Художественный театр, показавший чеховские пьесы «Чайка» и «Дядя Ваня». Севастопольская публика тепло приняла спектакли и их автора, Антона Павловича Чехова, который специально приехал из Ялты. Здание театра к нашим дням не сохранилось.
Почти одновременно с театром на Приморском бульваре было построено здание морской биологической станции с аквариумом — первая в России научная организация по изучению флоры и фауны моря.
В начале XX века Приморский бульвар делился на две части. Первая была платной. За вход в неё летними вечерами, когда играл флотский оркестр, необходимо было платить 10 копеек. За ограждением, где бульвар выходил к графской пристани вход был бесплатным, однако вход на бульвар нижним чинам и с собаками был запрещён.

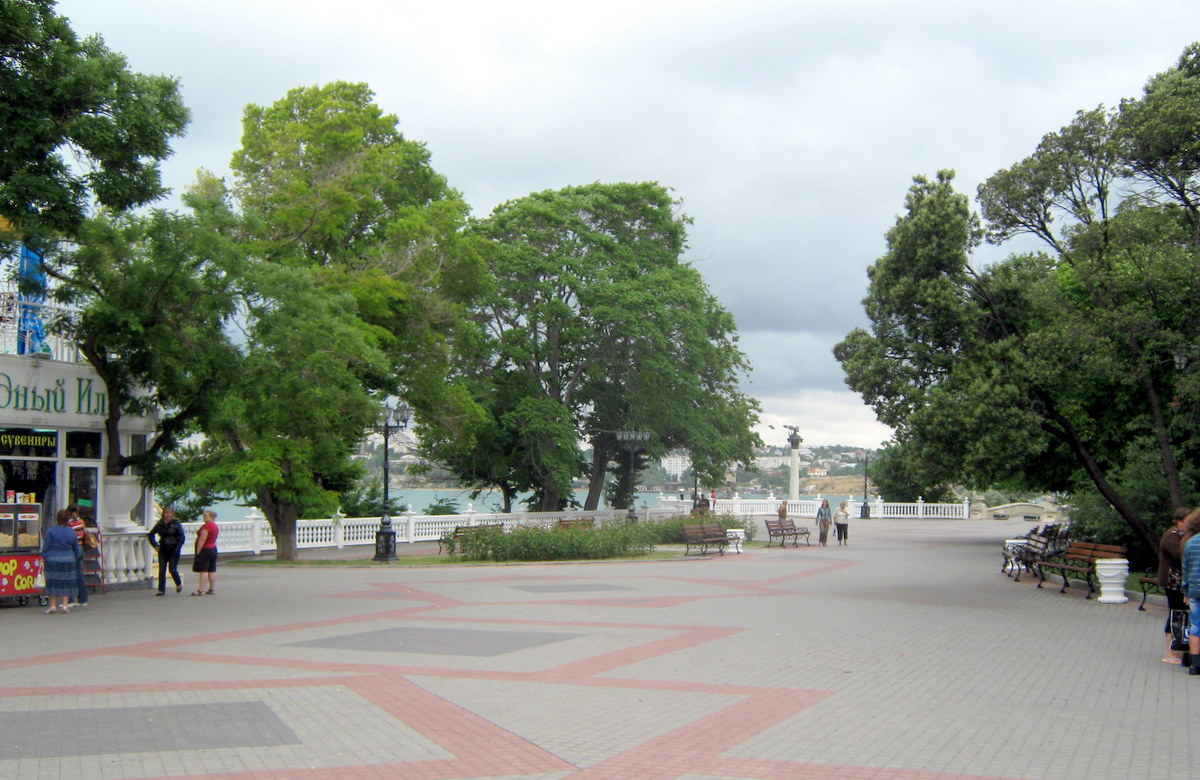
Приморский бульвар. Июнь 2011 года

Бульвар неоднократно реконструировался и расширялся. В 1949 году архитекторы П. В. Кумпан, Г. Г. Швабауер и И. А. Сабуров разработали проект после осуществления которого Приморский бульвар значительно изменился: увеличилась его протяжённость, появилась чугунная ограда, стал богаче и разнообразнее зелёный наряд бульвара. Новая часть Приморского пролегла от Дворца пионеров (ныне Дворец детства и юности) к театру имени Луначарского.

## Памятники
К 50-летию обороны Севастополя 1854—1855 годов на Приморском бульваре появился Памятник затопленным кораблям. На набережной бульвара указано место, откуда начинался плавучий мост, по которому защитники Севастополя в ночь с 27 по 28 августа 1855 года переправились на Северную сторону.
На подпорной стене гранитной набережной Приморского бульвара в 1955 году установили мемориальную доску с надписью на русском языке:
Позже она была заменена на чугунную плиту, фланкированную морскими якорями.
К 35-летию освобождения Севастополя от немецко-фашистских захватчиков на набережной Приморского бульвара был торжественно открыт памятный знак эскадре Черноморского флота.      

## Галерея

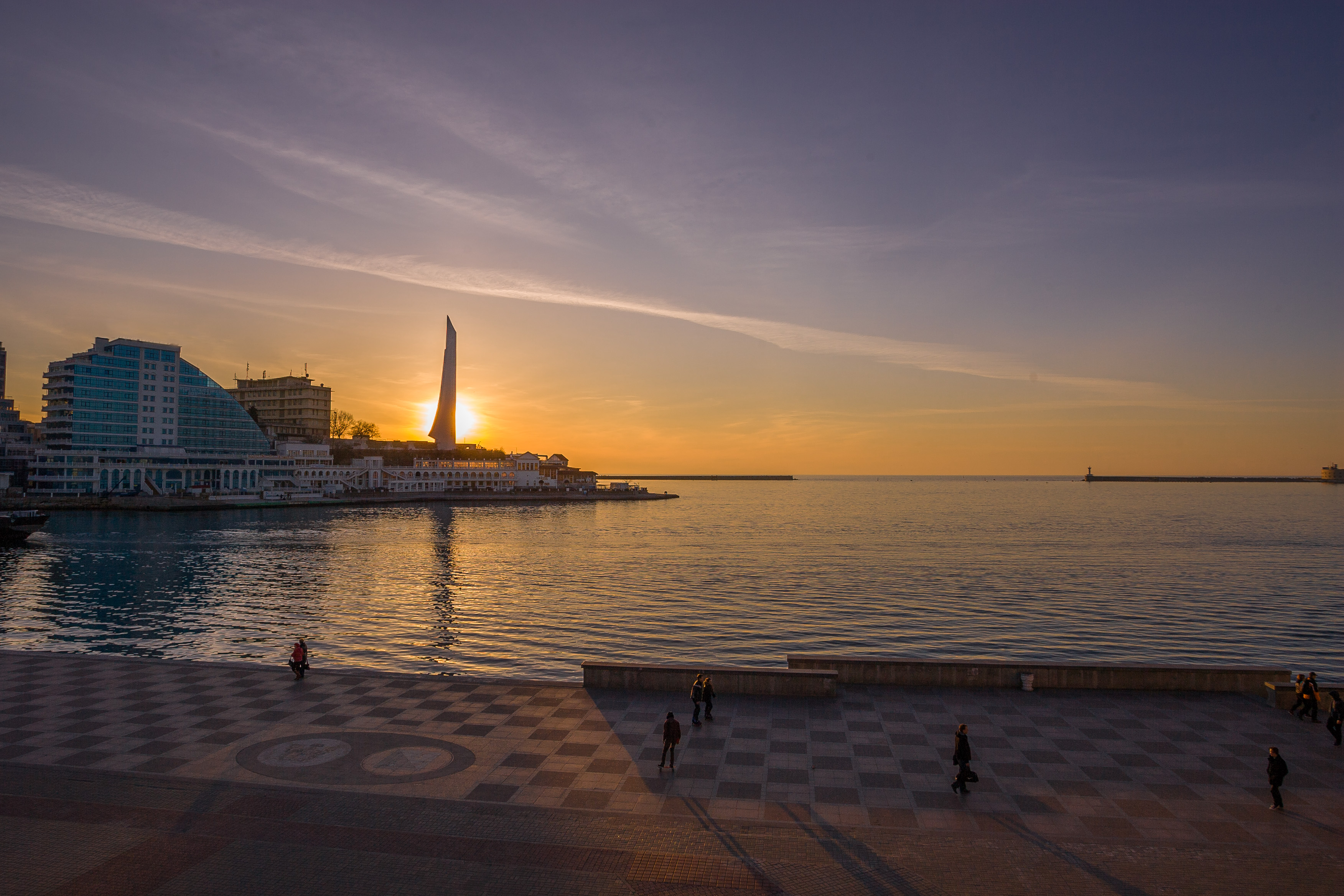
Приморский бульвар, вид на море
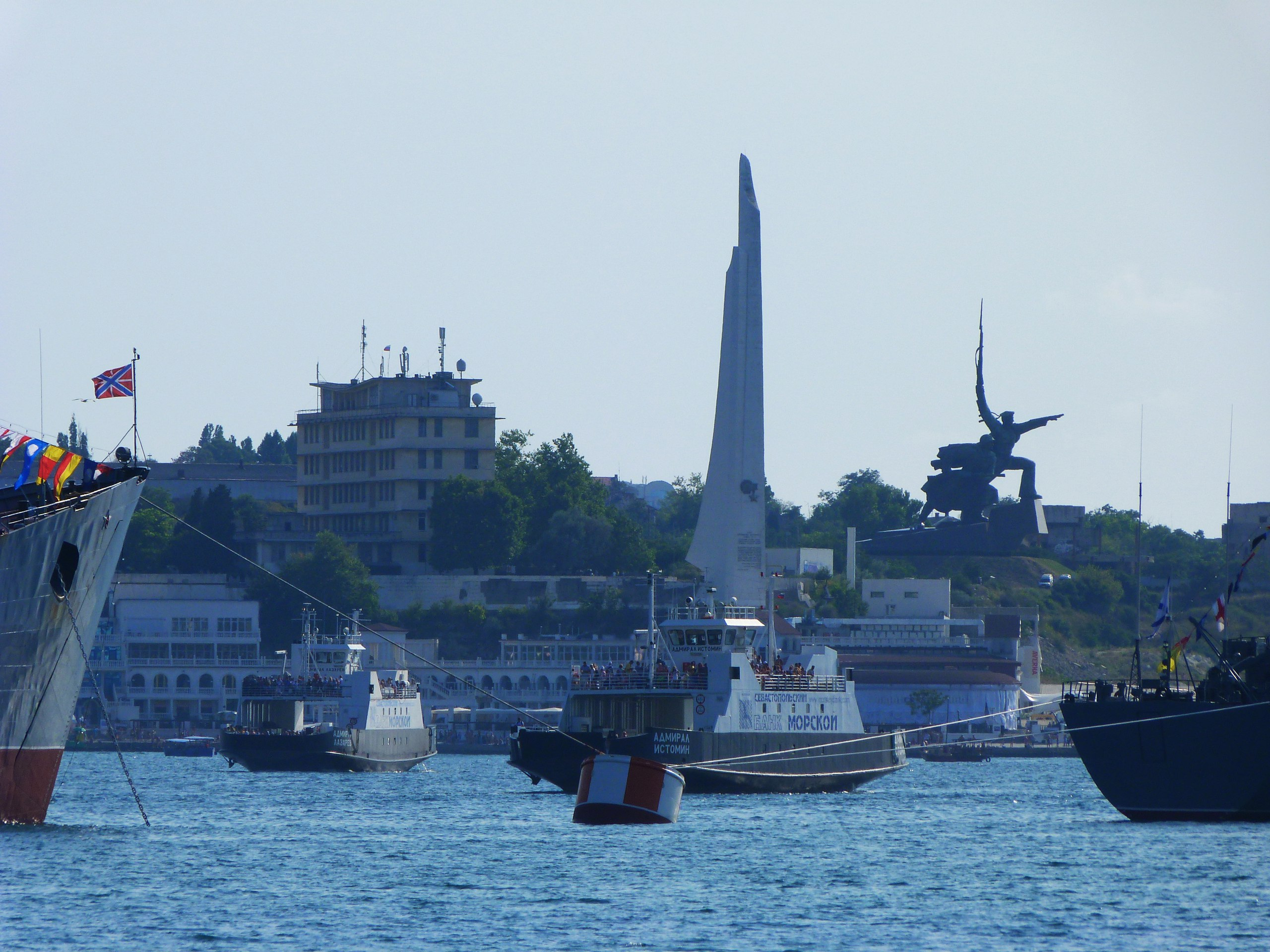
Вид с воды на Приморский бульвар
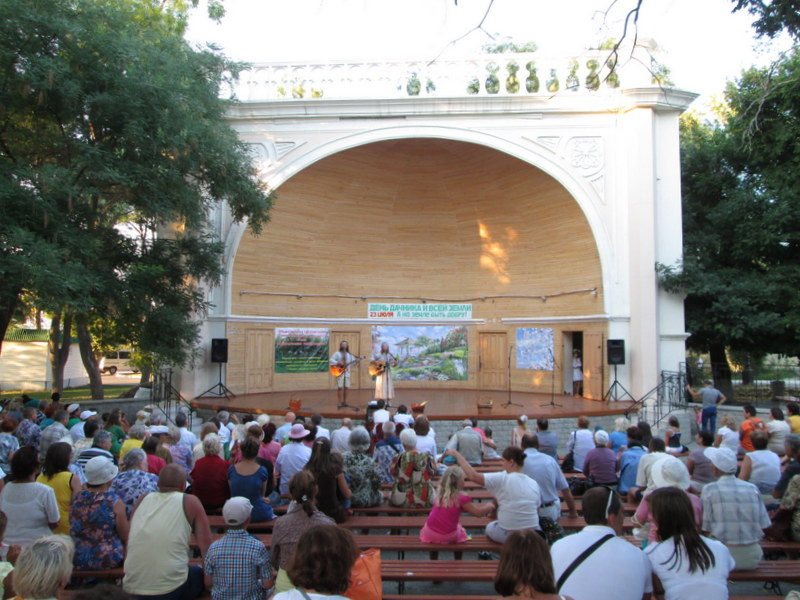
Летняя эстрада
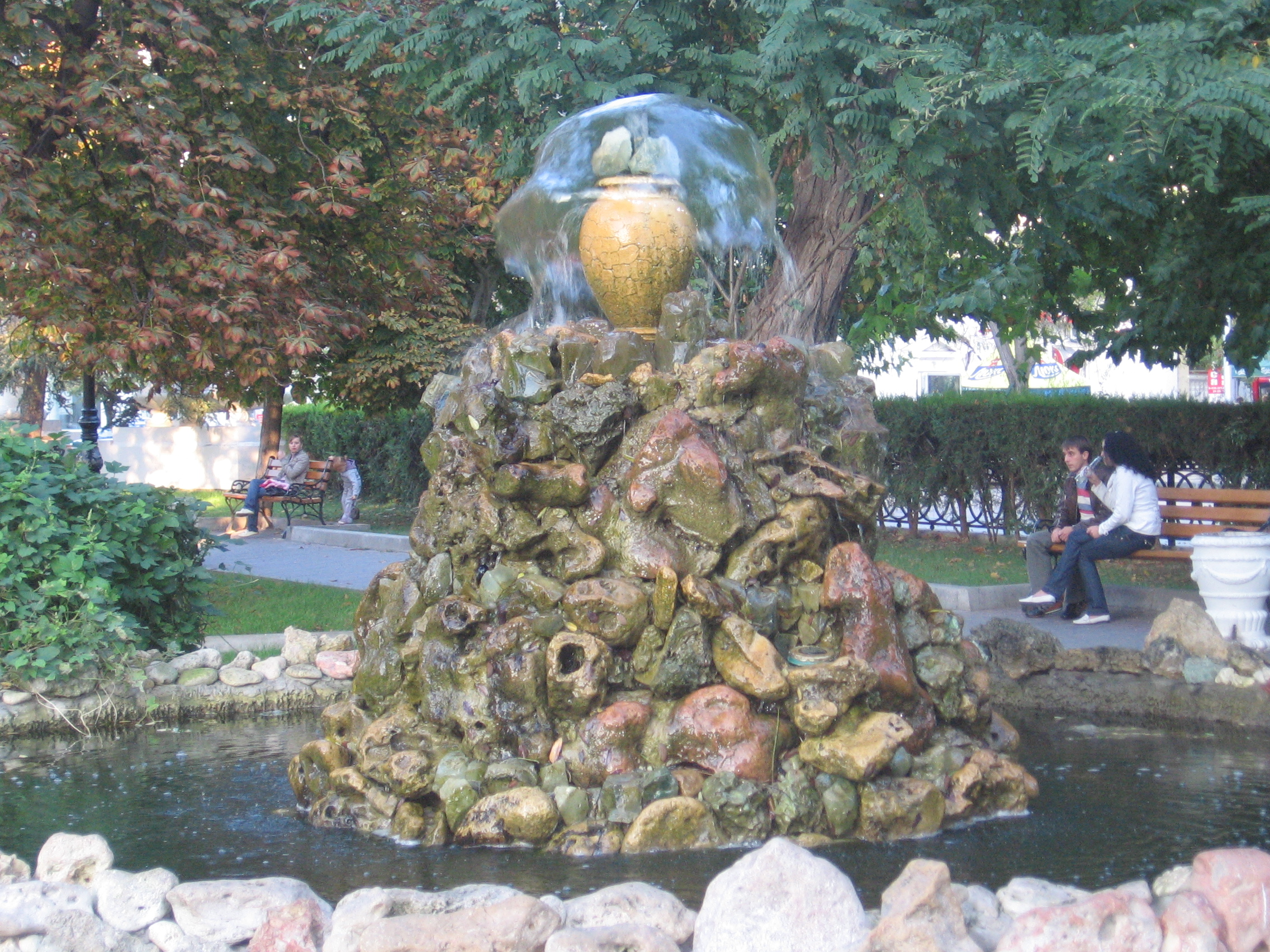
Фонтан на Приморском бульваре
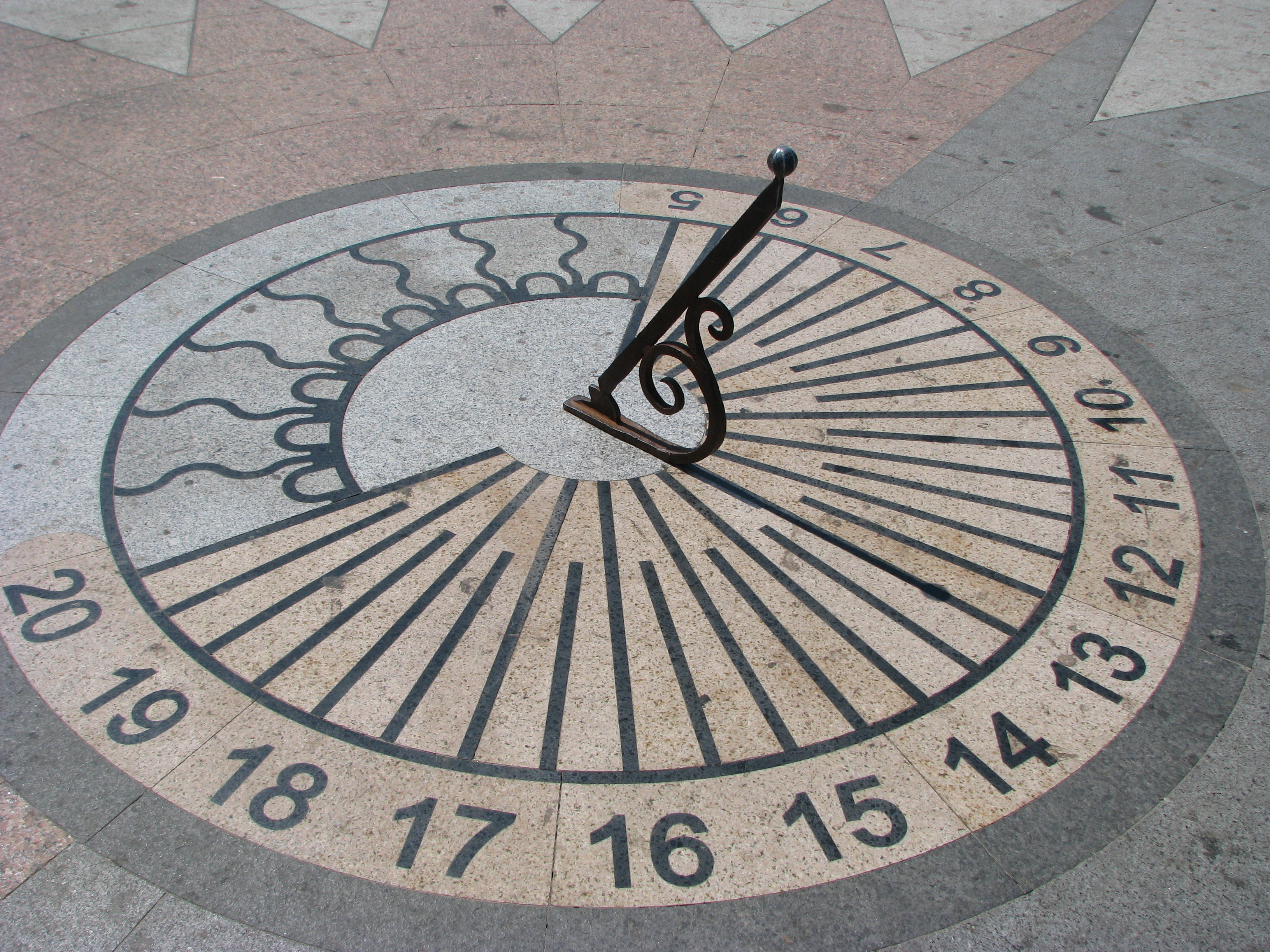
Солнечные часы